# Kåre Tirén
Kåre Tirén, född 13 maj 1929 i Penningby, Länna församling, död 30 augusti 2007 i Säbrå församling, Härnösands kommun, var en svensk musiklärare, målare och tecknare.
Han var son till konstnären Nils Tirén och Svea Sandström och gifte sig 1950 med Rose-Marie Gilgen. Tirén studerade vid Kungliga musikhögskolan i Stockholm 1949–1953 och var därefter verksam som musiklärare i Härnösand. Han studerade måleri för sin faster Stina Tirén och för Åke Pernby. Tillsammans med Olle Festin ställde han ut på Jämtlands läns museum 1955 och han medverkade i ett flertal samlingsutställningar arrangerade av konstföreningar.